# Музей Ванкувера
Музей Ванкувера (англ. Museum of Vancouver (MOV), ранее Vancouver Museum) — самый большой гражданский музей Канады. Музей Ванкувера был открыт в 1894 году; в 2008 году его концепция была полностью переработана. Музей находится в одном здании с Космическим центром им. Макмиллана.

## Информация о музее
У истоков музея стояла Художественная, историческая и научная ассоциация Ванкувера, учреждённая 17 апреля 1894 года. Выставки этого общества располагались в различных местах, до тех пор, пока музей не обрёл своё постоянное место в центре Карнеги 15 апреля 1905. В 1968 году музей был переименован в Музей Столетия Канады и был перемещён в здание, в котором располагается по сей день, а в 1981 вернул своё прежнее название. Весной 2009 была представлена новая концепция музея как отражения города, его истории и жителей. В 2010 за успешное развитие этого нового направления музей получил награду от Канадской Ассоциации Музеев (Canadian Museums Association).
В собрании музея находятся различные артефакты, собранные по всему миру, среди которых мумия, приобретённая в Египте, коллекции XIX и XX веков.